# Héðinn Steingrímsson
Pour les articles homonymes, voir Steingrímsson.
Héðinn Steingrímsson est un joueur d'échecs et un entraîneur islandais né le 11 janvier 1975 à Reykjavik. Grand maître international depuis 2007, il a remporté trois fois le championnat d'Islande d'échecs : en 1990 (à quinze ans), 2011 et 2015.
Au 1er juin 2017, il est le numéro un islandais avec un classement Elo de 2 576 points.

## Biographie
En 1987, il remporta le deuxième championnat du monde des moins de 12 ans à San Juan (Porto Rico). En 1990, il gagna le championnat islandais adulte à quinze ans. La même année, il représenta l'Islande lors de l'olympiade d'échecs de 1990 comme échiquier de réserve (remplaçant) et son équipe finit huitième .
Après plus de quinze ans d'absence des compétitions internationales, il remporta l'open international de Reykjavik en 2009 (ex æquo avec Hannes Stefánsson, Youriï Kryvoroutchko et Mihail Marin) et le championnat islandais en 2011 et 2015. Il participa aux olympiades de 2008 et 2010 au deuxième échiquier islandais.